# Berlinerpoplerne
Berlinerpoplerne er en norsk roman fra 2004 skrevet af Anne B. Ragde, som er første del af en trilogi, der omhandler familien Neshov fra Byneset i Trondheim. De efterfølgende bøger er Eremitkrebsene fra 2005, og Ligge i grønne enge, 2007.
Ragde fik Riksmålsforbundets litteraturpris for bogen, de første af bøgerne har affødt et teaterstykke som havde premiere på Trøndelag Teater i 2006 og er blevet udgivet i 2007 som tv-miniserien Berlinerpoplene af NRK Drama.

## Handling
Da Anna Neshov får et slagtilfælde en uge før juleaften og ligger for døden, må hendes tre sønner tage stilling til både deres egne og hinandens liv. Af forskellige årsager har de ikke haft kontakt i mange år. Den yngste bror Erlend arbejder som vinduesdekoratør i København. Margido ejer en mindre bedemandsforretning i Trondheim, og den ældste bror Tor driver slægtsgården på Byneset udenfor Trondheim. Tor har som den eneste af de tre fået et barn; datteren Torunn, der bor i Oslo og som han kun har mødt én gang.